# Novedades (Nicaragua)
Novedades foi um diário de Nicarágua que se editou entre 1937 e 1979. Foi propriedade da família Somoza e converteu-se numa das publicações mais importantes de Nicarágua.

## História
O jornal foi fundado em 1937 e foi a publicação impressa oficial do Partido Liberal Nacionalista (PLN), o partido de Anastasio Somoza García.. Para sua publicação, foi necessario importar tintas de imprenta e papel periódico, que também foram utilizadas pelos demais médios impressos do país, já que não se produziam em Nicarágua..
Depois da morte de Somoza García, o seu sucessor Anastasio Somoza Debayle exerceu o controle de todos os meios de comunicação, incluindo o diário Novidades, que em 1956 era o segundo periódico nacional após La Prensa, com uma tiragem média diária de 30.000 exemplares.
Em 1968 a tiragem do jornal era de 18 mil exemplares. Em 1971 o jornal superou os 20 mil exemplares diários..
Depois do triunfo da revolução sandinista o 19 de julho de 1979, o jornal confiscou-se e passou a se chamar Barricada, editando o seu primeiro número o 25 de julho de 1979, baixo o controle do FSLN.